# Kopfsteine (Calden)

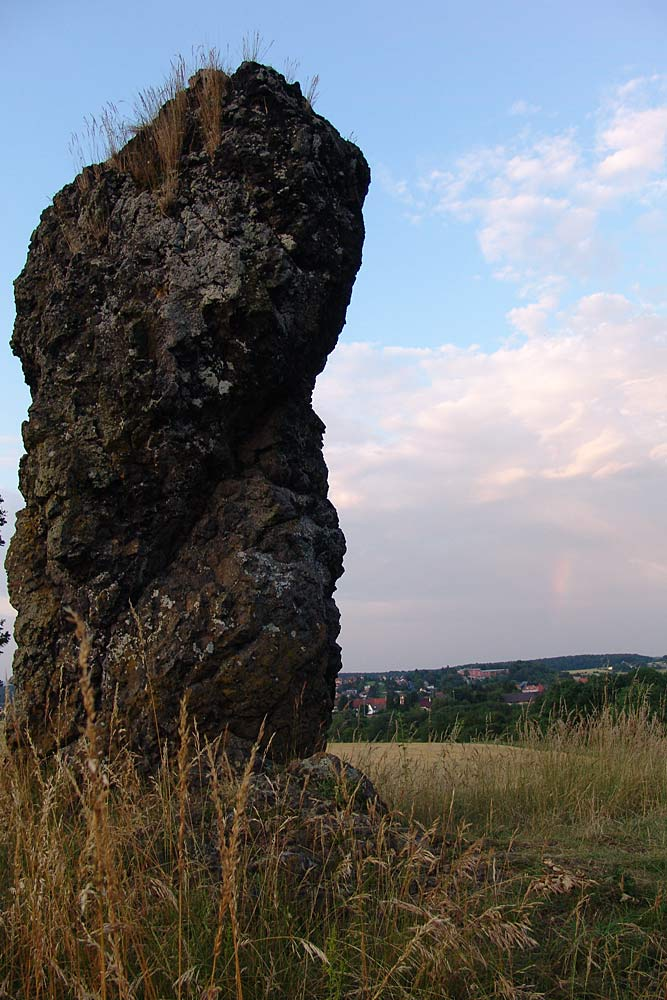
Oberer Kopfstein mit Fürstenwald im Hintergrund

Die Kopfsteine, auch nur Kopfstein und im Volksmund die Koppensteine genannt, sind ein auf etwa 310 m ü. NHN gelegenes Naturdenkmal (Nr. 6.33.126) im Gebiet der im nordhessischen Landkreis Kassel gelegenen Gemeinde Calden.

## Geographische Lage
Die Kopfsteine befinden sich in der Westuffelner Senke beim Caldener Ortsteil Fürstenwald, etwa 500 m westlich vom Dorfrand, auf einer in einem Hain am Fahrweg Kopfsteiner Weg gelegenen Kuppe. Westlich vorbei fließt in Süd-Nord-Richtung die vom Dörnbergmassiv aus dem Scheuermannsgrund kommende Nebelbeeke. Direkt südlich vorbei an der Kuppe führt den am Kopfsteiner Weg beginnenden und nach Süden zum Massiv des Hohen Dörnbergs führenden Wirtschaftsweg kreuzend in Ost-West-Richtung aus dem 815,5 m langen Zierenberger Tunnel kommend die Bahnstrecke Volkmarsen–Vellmar-Obervellmar – mit naher Haltestelle in Fürstenwald und Anbindung an Kassel.
Seit etwa 2014 ist die Kuppe mit den beiden Steinen ein südlicher Teilbereich der neuen Offenlandfläche Fürstenwald, die als Kompensationsmaßnahme für den Ausbau des Flughafens in Calden angelegt wurde.

## Beschreibung
Die Kopfsteine bestehen aus zwei bis zu fünf Meter hohen Basaltsäulen, stehengebliebene Schlote, bei denen das den tertiären Basalt umgebende weichere Material – wie Muschelkalk (Meeresablagerungen) und Tuffstein – durch Erosion abgetragen wurde und wird.

## Galerie

Koppensteine bei Fürstenwald
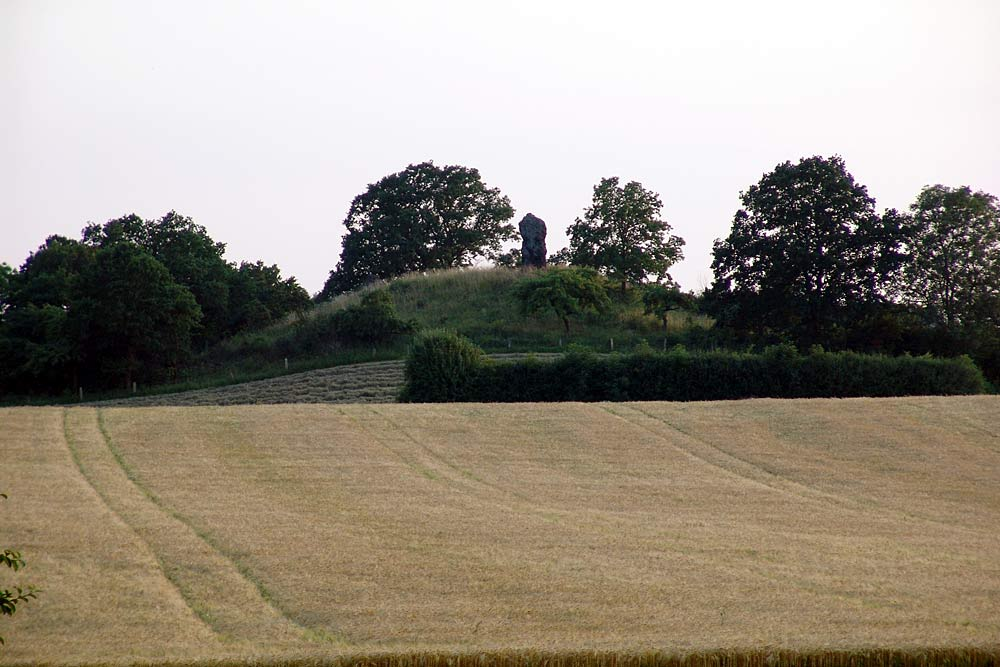
Die Kopfsteine aus Richtung Osten
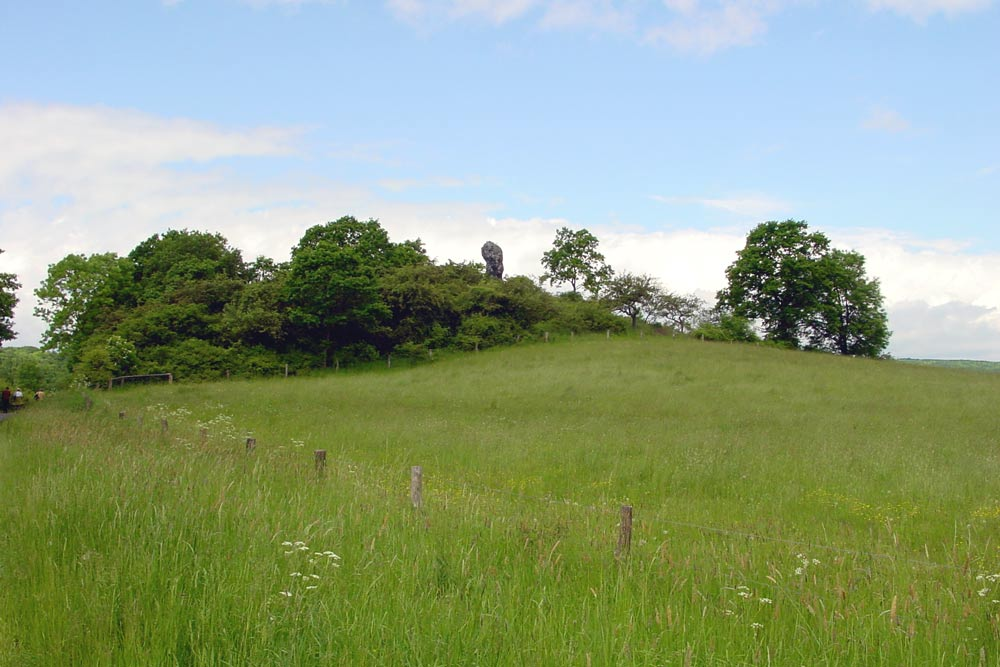
Die Kopfsteine westlich von Fürstenwald
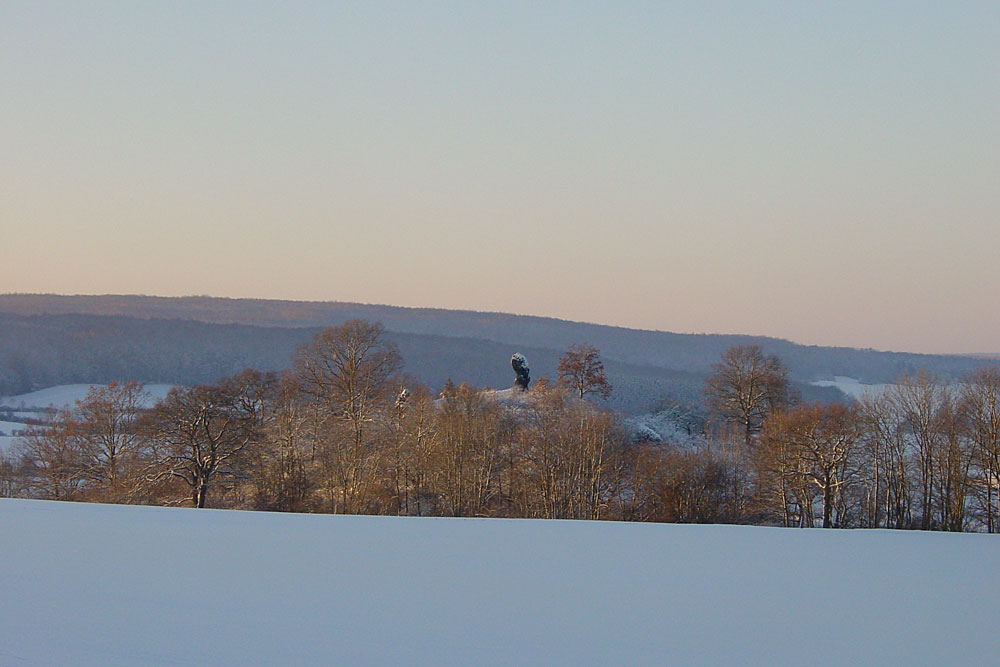
Die Kopfsteine aus Richtung Süden